# La Charge des lanciers
La Charge des lanciers est une œuvre très célèbre du peintre italien Umberto Boccioni. Elle a été peinte en 1915. Cette peinture est une huile sur toile et un collage. Il s'agit d'une œuvre futuriste conservée au museo del Novecento, à Milan.